# Bisettrice
In geometria, la bisettrice è il nome dato a un piano o linea, semiretta o retta, utilizzati per la bisezione di un'entità geometrica, come un segmento, triangolo, poligono in generale o un angolo, in due parti congruenti (come dice la radice del nome bi, cioè due).

## Retta bisettrice
Nella geometria euclidea, la retta bisettrice si può caratterizzare anche come il luogo dei punti del piano equidistanti da una coppia di rette. Se queste sono incidenti, si hanno due bisettrici perpendicolari fra loro; se, invece, sono parallele, si avrà allora un'unica bisettrice anch'essa parallela alle due e ivi compresa a metà strada.
In un riferimento cartesiano, date le equazioni identificative delle due rette 
{\displaystyle {\begin{matrix}ax+by+c=0\\a'x+b'y+c'=0\end{matrix}}}
abbiamo che {\displaystyle Ax+By+C=0} rappresenta l'equazione della/delle bisettrice/i, con: 
{\displaystyle A={\frac {a}{\sqrt {a^{2}+b^{2}}}}\pm {\frac {a'}{\sqrt {a'^{2}+b'^{2}}}},}
{\displaystyle B={\frac {b}{\sqrt {a^{2}+b^{2}}}}\pm {\frac {b'}{\sqrt {a'^{2}+b'^{2}}}},}
{\displaystyle C={\frac {c}{\sqrt {a^{2}+b^{2}}}}\pm {\frac {c'}{\sqrt {a'^{2}+b'^{2}}}}.}

## Bisettrice dell'angolo
In geometria, la bisettrice è la semiretta che divide l'angolo in due settori congruenti.
Può essere idealmente considerata come l'asse di simmetria dell'angolo, che divide l'angolo iniziale di ampiezza {\displaystyle \alpha } in due angoli di eguale ampiezza {\displaystyle \alpha /2}.
Alcune proprietà geometriche della bisettrice:
- Le bisettrici di due angoli opposti al vertice sono semirette opposte, che giacciono sulla stessa retta.
- Analogamente, le bisettrici di due angoli esplementari sono semirette opposte.
(Due angoli esplementari hanno ampiezza {\displaystyle \alpha } e {\displaystyle 360^{\circ }-\alpha ,} quindi le due bisettrici formano un angolo di ampiezza {\displaystyle \alpha /2+(360^{\circ }-\alpha )/2=180^{\circ }}).
- Le bisettrici di due angoli supplementari adiacenti sono perpendicolari.
(Due angoli supplementari hanno ampiezza {\displaystyle \alpha } e {\displaystyle 180^{\circ }-\alpha ,} quindi le due bisettrici formano un angolo di ampiezza {\displaystyle \alpha /2+(180^{\circ }-\alpha )/2=90^{\circ }}).

### Costruzione con riga e compasso
Il problema di trovare la retta bisettrice dell'angolo formato da due rette date è un problema che si può risolvere con delle costruzioni con riga e compasso. La bisettrice di un angolo può essere infatti costruita, così come mostra Euclide, con riga e compasso secondo i seguenti passaggi:
1. Puntando il compasso nel vertice {\displaystyle O,} con raggio a piacere, con un arco si individuano due punti {\displaystyle A} e {\displaystyle B} sui lati dell'angolo.
2. Tracciando due circonferenze centrate in {\displaystyle A} e in {\displaystyle B,} sempre con raggio {\displaystyle AB,} si trovano i punti {\displaystyle C} e {\displaystyle C'} di intersezione fra le due.
3. Si traccia infine una retta {\displaystyle r} da {\displaystyle O} passante per {\displaystyle C}: questa è la bisettrice.

La bisettrice in pratica viene trovata come la perpendicolare del punto medio di {\displaystyle AB} (punti 2 e 3) i cui estremi sono equidistanti dal vertice {\displaystyle O} (punto 1).
Per verificare che la retta {\displaystyle r}, così ottenuta, sia effettivamente la bisettrice di {\displaystyle aOb} occorre dimostrare che gli angoli al vertice siano congruenti e di ampiezza {\displaystyle \beta =\alpha /2}
I punti {\displaystyle A} e {\displaystyle B} appartengono alla medesima circonferenza con centro in {\displaystyle O}, il che significa che {\displaystyle OA} e {\displaystyle OB} possono essere considerati come i lati congruenti di un immaginario triangolo isoscele {\displaystyle AOB}, avente base AB, da cui discende per le proprietà del triangolo che gli angoli alla base sono congruenti:
{\displaystyle O{\widehat {A}}B\cong A{\widehat {B}}O=(180^{\circ }-\alpha )/2=90^{\circ }-\alpha /2.}
La retta {\displaystyle r}, per la sua costruzione, è perpendicolare al punto medio di {\displaystyle AB}, per cui divide l'isoscele in due triangoli rettangoli, che avendo quindi due angoli e un lato congruenti, per il secondo criterio generalizzato di congruenza, avranno pure i due angoli al vertici congruenti: 
{\displaystyle aOr\cong bOr=\beta ,}
da cui per la somma degli angoli interni:
{\displaystyle \beta +90^{\circ }+90^{\circ }-\alpha /2=180^{\circ },}
{\displaystyle \beta =\alpha /2.}
Il problema analogo in cui date due rette si cercano altre due rette che dividano l'angolo compreso in tre parti uguali (il problema della trisezione dell'angolo) si può dimostrare essere insolubile mediante costruzioni con riga e compasso.

#### Angolo concavo
La bisettrice esiste e può essere costruita anche per gli angoli concavi: è la semiretta opposta alla bisettrice costruita per l'angolo esplementare a quello dato.

### Proprietà

#### Luogo dei punti equidistanti
La bisettrice di un angolo convesso è il luogo dei punti equidistanti dai lati.
Dimostrazione
Se individuiamo due generici punti {\displaystyle A} e {\displaystyle B} sui lati dell'angolo tali per cui le relative distanze dalla bisettrice si intersechino in {\displaystyle R} sulla bisettrice, per verificare il teorema occorre che i segmenti {\displaystyle AR} e {\displaystyle BR} siano congruenti.
Per loro definizione una distanza forma un angolo retto con la base, ragione per cui {\displaystyle AR} e {\displaystyle BR} sono anche i cateti di due distinti triangoli rettangoli, aventi {\displaystyle OR} come ipotenusa e un angolo all'origine; essendo quindi le ipotenuse e, per la dimostrazione di sopra, almeno uno degli angoli acuti congruenti, per il terzo criterio di congruenza dei triangoli rettangoli, anche i cateti {\displaystyle AR} e {\displaystyle BR}, ossia le distanze, risultano {\displaystyle AR\cong BR.}
Talvolta questo teorema viene espresso in maniera generica senza precisare la natura dell'angolo, lasciando con ciò intendere che sia valido anche per gli angoli concavi, cosa però impossibile in quanto le distanze dei lati vengono proiettate in modo da essere divergenti rispetto alla bisettrice. Esiste comunque un luogo dei punti equidistanti dal lati, ma è esterno alla porzione di piano dell'angoli interessato, in quanto si trova nell'angolo esplementare a quest'ultimo, dove le distanze risultano convergenti.

## La bisettrice nel triangolo
Nel triangolo, per bisettrice di un angolo non s'intende solitamente più la semiretta che lo divide, ma il tratto di questa retta che congiunge il vertice col lato opposto; si tratta dunque di un segmento di cui è possibile determinare lunghezza.

Si è soliti, poi, distinguere la bisettrice a seconda se cada fuori o dentro al perimetro del triangolo considerando "interna" la bisettrice che giace internamente al perimetro, ed "esterna"  quella che invece congiunge il vertice al prolungamento del lato opposto, in altre parole la bisettrice dell'angolo esterno, che è sempre esterna al perimetro del triangolo.
Vi sono inoltre diverse proprietà legate alle bisettrici:
- La bisettrice interna ed esterna del medesimo vertice formano tra loro un angolo retto, e sono entrambe equidistanti dai lati adiacenti o dai loro prolungamenti[2].
- In qualsiasi triangolo, le bisettrici interne si congiungono tutte e tre in un unico punto, incentro, interno al poligono ed equidistante dai lati del triangolo, mentre le bisettrici esterne si congiungono a coppie, assieme al prolungamento della bisettrice interna del terzo vertice, in un punto esterno (ex-centro) al perimetro equidistante dal loro lato comune e dai prolungamenti degli altri due lati.
- la bisettrice interna e quella esterna del medesimo vertice incontrano il lato opposto e il suo prolungamento in due punti, le cui distanze dagli estremi di quest'ultimo stanno fra loro come i lati adiacenti, questa proprietà è in parte riassunta nel teorema della bisettrice.

### Teoremi legati alle bisettrici interne

#### Primo teorema
Tutte le bisettrici interne s'intersecano in un unico punto, detto incentro, equidistante da ciascun lato del triangolo.
Il teorema afferma che le bisettrici interne sono segmenti concorrenti in quanto si incontrano in un unico punto all'interno del triangolo. L'unicità di tale punto è poi avvalorata anche dal fatto di essere l'incentro  del triangolo, ossia il centro della circonferenza inscritta nel poligono (unica per sua definizione) e quindi equidistante da tutti i lati del triangolo, condizione necessaria per appartenere contemporaneamente tutte e tre le bisettrici, i punti delle quali però sono equidistanti soltanto rispetto ai due lati dell'angolo che bisecano (e non necessariamente al terzo lato del triangolo).
Il prolungamento della bisettrice, oltre il lato opposto, e quindi all'infuori dell'area poligonale, permette poi a quest'ultima di congiungersi sempre con le bisettrici, ma esterne, degli altri vertici in un secondo punto, detto ex-centro, che ha questa volta la proprietà di essere equidistante dal lato opposto e dai prolungamenti degli altri due lati.

#### Teorema della bisettrice
Dato il triangolo {\displaystyle ABC} e {\displaystyle AL} la sua bisettrice interna in {\displaystyle A,} deve valere la seguente proporzione: {\displaystyle CA:AB=LC:LB.}
Dimostrazione
Si considerino i triangoli {\displaystyle ALC} e {\displaystyle ABL} componenti {\displaystyle ABC,} avendo la stessa altezza, le loro aree staranno nel medesimo rapporto delle basi {\displaystyle LC} e {\displaystyle LB}, i due segmenti evidenziati dalla bisettrice; date, però, le proprietà di quest'ultima, anche che in {\displaystyle L,} i due triangoli avranno la medesima altezza, ragione per cui le loro aree staranno ancora nello stesso rapporto delle basi ora rappresentate da {\displaystyle CA} e {\displaystyle AB,} lati del triangolo iniziale.
Essendo dunque costante entrambe le volte il rapporto ed essendo sempre le stesse aree possiamo scrivere che: {\displaystyle CA:AB=LC:LB.}
Corollario
Ogni bisettrice è divisa dalle altre interne in due segmenti che stanno fra loro come i lati del vertice alle porzioni omolaterali che individua sul lato opposto.
Poiché le bisettrici si incontrano in un unico punto e ognuna di queste evidenzi due triangoli complementari, il precedente corollario non è niente di più che una semplice applicazione del teorema ai triangoli da loro creati, e permette di evidenziare i seguenti rapporti:
{\displaystyle {AI \over IL_{a}}={CA \over L_{a}C}={AB \over L_{a}B};}
{\displaystyle {CI \over IL_{c}}={CA \over L_{c}A}={BC \over L_{c}B};}
{\displaystyle {BI \over IL_{b}}={BC \over L_{b}C}={AB \over L_{b}A}.}

### Formulario
Formule geometriche:
{\displaystyle l_{a}={\frac {2{\sqrt {b\,c\,p\,(p-a)}}}{b+c}},\qquad l_{b}={\frac {2{\sqrt {acp(p-b)}}}{a+c}},\qquad l_{c}={\frac {2{\sqrt {abp(p-c)}}}{a+b}}.}
Formule trigonometriche:
{\displaystyle l_{a}={\frac {2bc}{b+c}}\cos \left({\frac {\alpha }{2}}\right),\qquad l_{b}={\frac {2ac}{a+c}}\cos \left({\frac {\beta }{2}}\right),\qquad l_{c}={\frac {2ab}{a+b}}\cos \left({\frac {\gamma }{2}}\right).}

### Teoremi legati alle bisettrici esterne

#### Primo Teorema
Proprio come le bisettrici interne anche le esterne sono equidistanti da entrambi i lati del vertice, anche se uno di questi è rappresentato da un suo prolungamento, è quindi ovvio che, in analogia all'incentro, pure il punto d'incontro di due bisettrici esterne sia dunque equidistante dal lato comune ai vertici ed ai prolungamenti dei lati rimanenti; così come non deve stupire il fatto che per tale punto passi pure la bisettrice interna del terzo vertice.

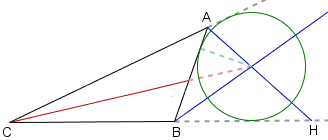

#### Teorema della bisettrice (esterna)
Ogni bisettrice esterna interseca il prolungamento del lato opposto in un punto le cui distanze dagli estremi di questo stanno fra loro come i lati adiacenti.
È un teorema simile a quello della bisettrice interna, che afferma che data la bisettrice esterna del vertice {\displaystyle A} questa incontra il prolungamento del lato opposto, {\displaystyle BC,} in un punto {\displaystyle H,} tale che {\displaystyle HC} e {\displaystyle HB} stanno tra loro come i lati {\displaystyle CA} e {\displaystyle AB.} Ossia:
{\displaystyle CA:AB=HC:HB.}
Il teorema non è, però, sempre applicabile, mentre, infatti, la sua validità può essere verificata per tutti e tre vertici di un triangolo scaleno, nel caso dei triangoli isosceli si limita ai soli angoli congruenti (in genere quelli alla base), poiché le due bisettrici esterne del terzo vertice sono parallele al lato opposto, ed è addirittura inapplicabile per i triangoli equilateri.